# Роата Делфино (Кунео)
Роата Делфино је насеље у Италији у округу Кунео, региону Пијемонт.
Према процени из 2011. у насељу је живело 22 становника. Насеље се налази на надморској висини од 552 м.